# Saor (Band)
Saor (Gàidhlig für frei) ist ein in Glasgow im Jahr 2012 unter den Namen Àrsaidh gegründetes Solo-Musikprojekt des ehemaligen Falloch-Musikers Andy Marshall.

## Geschichte
Das Musikprojekt Saor wurde im Jahr 2012 unter dem Namen Àrsaidh im schottischen Glasgow vom ehemaligen Falloch-Musikers Andy Marshall gegründet. Ein Jahr darauf erhielt das Projekt seinen heutigen Namen Saor, was in der schottisch-gälischen Sprache frei bedeutet. Kurz vor der Namensänderung veröffentlichte Marshall das Debütalbum Roots beim deutschen als rechtsextrem geltenden Underground-Label Darker Than Black Records.
Dieses Album wurde später bei Fortriu Productions zunächst auf digitaler Ebene und 2015 zusammen mit dem im Jahr davor ebenfalls bei Fortriu erschienenen zweiten Album Aura bei Northern Silence Productions erneut aufgelegt. Mit Guardians im Jahr 2016 erschien das bereits dritte Studioalbum des Projektes, ehe 2019 nach einem Wechsel zu Avantgarde Music Forgotten Paths herausgegeben wurde. Auf Guardians wirkten John Murphy von Austaras und Meri Tadic von Eluveitie als Gastmusiker mit.
Andy Marshall spielte mit Saor im Jahr 2016 lediglich vereinzelte Konzerte mithilfe verschiedener Gastmusiker. Er entschied letztendlich, dass Saor weiterhin ein reines Studioprojekt bleiben sollte. Dennoch absolvierte das Projekt im Jahr 2019 abermals Konzertauftritte. Anfang September 2019 wurde bekannt, dass das Projekt vom französischen Metal-Label Season of Mist unter Vertrag genommen wurde. Am 30. April 2022 erschien mit Origins die erste Single mitsamt Musikvideo vom gleichnamigen Album, welches am 24. Juni gleichen Jahres erscheint.
Obwohl Marshall des Öfteren von Studiomusikern beim Aufnehmen der Stücke unterstützt wird, wird Saor als Solo-Projekt beschrieben.

## Stil
Andy Marshall verbindet mit Saor den typischen Klang des Black Metal mit traditionellen Musikinstrumenten wie Tin Whistle, Dudelsack und Violinen miteinander. Marshalls musikalische Eigenbezeichnung lautet „Caledonian Black Metal“. Phasenweise können auch Vergleiche zu Projekten wie Alcest oder gar der isländischen Metal-Band Sólstafir gezogen werden. Die Musik auf dem dritten Album Aura wurde als „langsam, verträumt und melancholisch“ beschrieben. Jedoch sei das Album auf Dauer langatmig und nur in gewissen Situationen hörbar.
Marshall wurde, laut Eigenaussage, von europäischen Bands inspiriert, die ihre traditionellen Instrumente mit Metal kombinierten. Die Texte Marshalls decken eine vielfältige Themenbreite ab, von Geschichte, Heimat, Abstammung, Natur, persönliche Emotionen und die schottische Lyrik. Auch die Landschaften Schottlands inspirieren sein musikalisches Schaffen. Auf Guardians vertont Marshall Gedichte über gefallene Helden.
In einem Interview mit dem britischen Kerrang! zum Thema wie Heidentum eine neue Welle harter Künstler beeinflusst, heißt es, dass Marshall mit Saor in einer natürlichen Welt mit Poesie und Geschichte verwurzelt ist, ohne dabei Bindungen zur Religion zu haben. Hierzu entgegnete Marshall:

„I think that the idea of implementing nature into metal music is still almost underground and ‘bizarre’ to an average fan […] Saor’s music is an interesting juxtaposition of aggressive music and calming or soothing lyrical and visual themes.“

„Ich denke, dass die Idee Natur in die Metal-Musik einzubinden nach wie vor underground und „bizarr“ für den durchschnittlichen Fan ist […] Saors Musik ist eine interessante Nebeneinanderstellung von aggressiver Musik und beruhigenden oder wohltuenden lyrischen und visuellen Themen.“

## Diskografie
- 2013: Roots (Album, Darker Than Black Records, Fortriu Productions, 2015 zusammen mit Aura von Northern Silence Productions auf Vinyl aufgelegt)
- 2014: Aura (Album, Fortriu Productions, 2015 zusammen mit Roots von Northern Silence Productions auf Vinyl aufgelegt)
- 2016: Guardians (Album, Northern Silence Productions)
- 2019: Forgotten Paths (Album, Avantgarde Music)
- 2022: Origins (Album, Season of Mist)
- 2025: Amidst the Ruins (Album, Season of Mist)